# Temple de la Dent
Sri Dalada Maligawa , conegut comunament com el Temple de la Relíquia de la Dent Sagrada, és un temple budista a Kandy, Sri Lanka. Es troba al Complex del Palau Reial de l'antic Regne de Kandy, que acull la relíquia de la dent de Buda. Des de l'antiguitat, la relíquia ha tingut un paper important en la política local perquè es creu que qui té la relíquia té el govern del país. Històricament, la relíquia va ser custodiada pels reis singalesos. El temple de la dent és Patrimoni de la Humanitat principalment pel temple i la relíquia.
Els monjos dels dos capítols particulars, els capítols de Malwathu i els capítols d'Asgiri, realitzen el culte diari a la cambra interior del temple. Els rituals es realitzen tres vegades al dia: a la matinada, al migdia i al vespre. Els dimecres, hi ha un bany simbòlic de la relíquia amb una preparació a base d'herbes feta amb aigua perfumada i flors fragants anomenada Nanumura Mangallaya; es creu que aquesta aigua beneïda conté poders curatius i es distribueix als presents.
El temple va patir danys pels bombardejos de Janatha Vimukthi Peramuna el 1989 i dels Tigres d'Alliberament de Tamil Eelam el 1998. Tot i això, es va restaurar completament cada vegada.

## Història

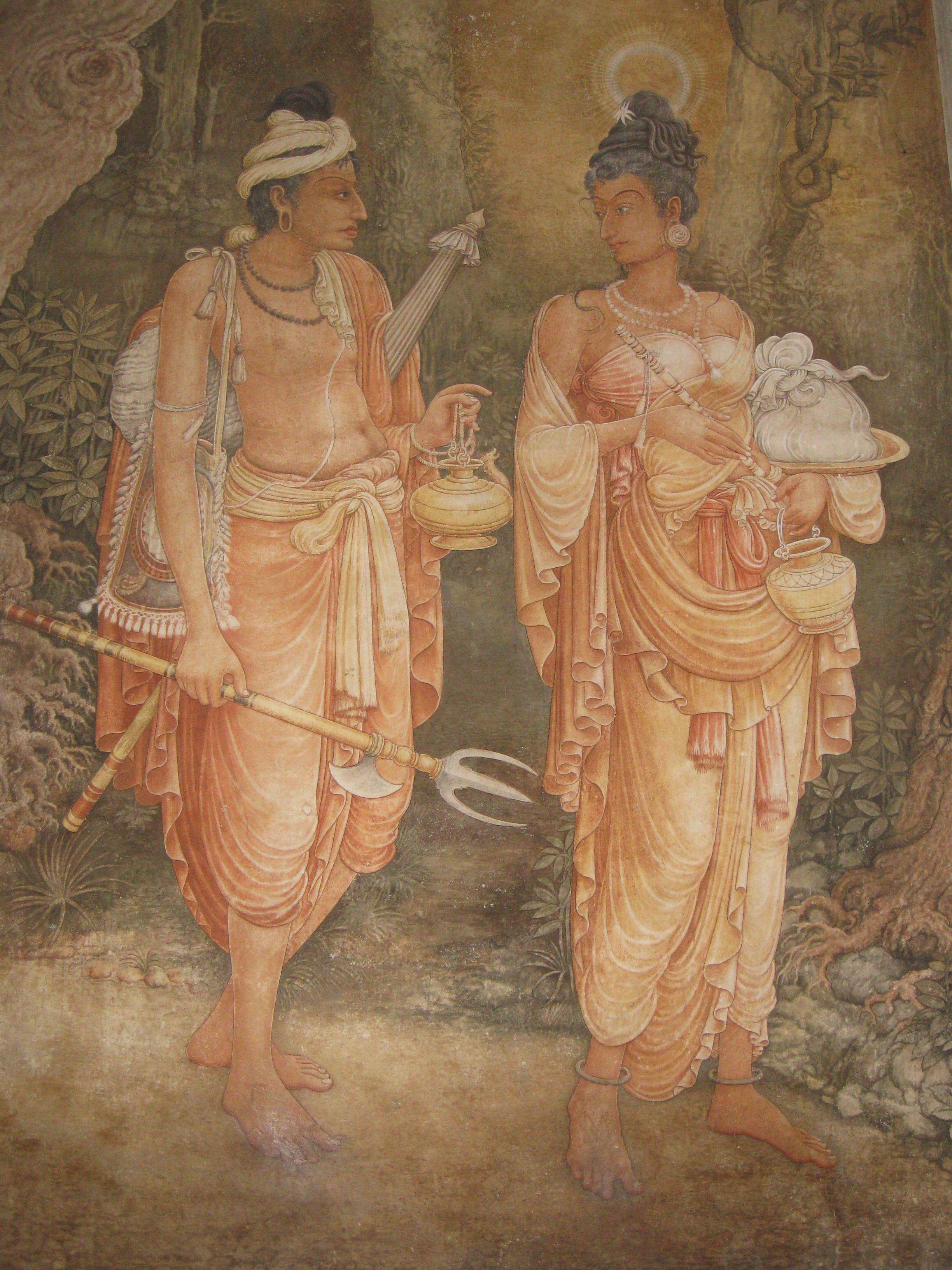
Pintura mural al temple Kelaniya de la princesa Hemamali i el seu marit, el príncep Dantha, que va portar la relíquia de la dent del Buda Gautama amagada als seus cabells a Sri Lanka. - Pintura de Solias Mendis

Després del Maha parinirvana de Gautama Buda, segons la llegenda, la relíquia de la dent va ser conservada a Kalinga i va ser introduïda de contraban a l'illa per la princesa Hemamali i el seu marit, el príncep Dantha seguint les instruccions del seu pare, el rei Guhasiva. Hemmamali va amagar la relíquia als cabells de camí a l'illa. Van desembarcar a l'illa de Lankapattana durant el regnat de Sirimeghavanna d'Anuradhapura (301-328) i van lliurar la relíquia de la dent. El rei la va consagrar a Meghagiri Vihara (actual Isurumuniya) a Anuradhapura. La salvaguarda de la relíquia va ser responsabilitat del monarca des d'aleshores, per tant, amb el pas dels anys, la custòdia de la relíquia va arribar a simbolitzar el dret a governar l'illa. Per tant, els monarques regnants van construir els temples de la relíquia dental força a prop de les seves residències reials, com va ser el cas durant els temps del Regne d'Anuradhapura, el Regne de Polonnaruwa i el Regne de Dambadeniya. Durant l'era del Regne de Gampola, la relíquia es va allotjar a Niyamgampaya Vihara . S'informa als poemes de missatgers com Hamsa, Gira i Selalihini que el temple de la relíquia de la dent estava situat a la ciutat de Sri Jayawardenepura Kotte quan el Regne de Kotte es va establir allí.

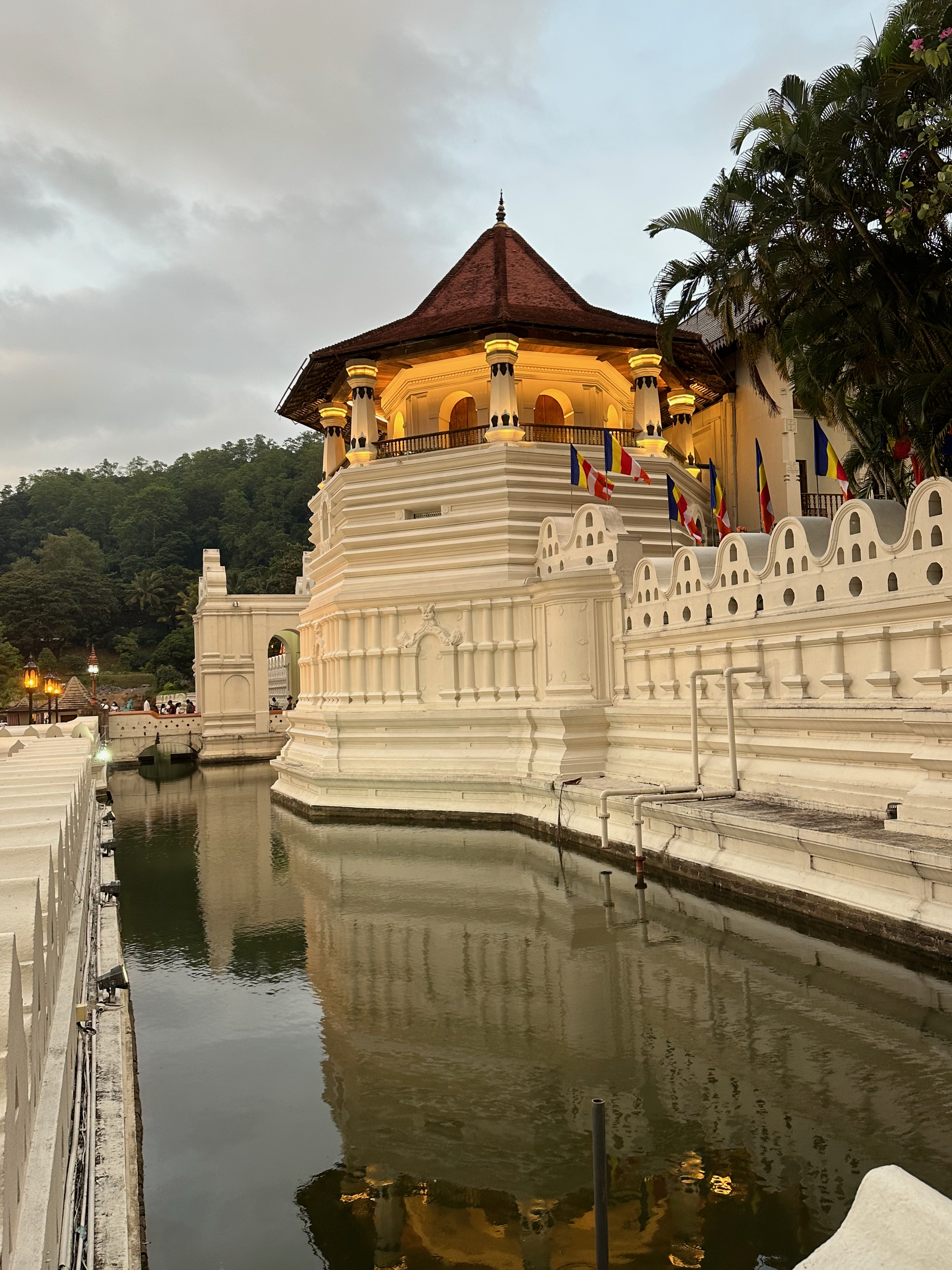
El Paththirippuwa i el fossat

Durant el regnat de Dharmapala de Kotte, la relíquia va ser traslladada i va ser amagada a Delgamuwa Vihara, Ratnapura, en una pedra de molí. Va ser portat a Kandy per Hiripitiye Diyawadana Rala i Devanagala Rathnalankara Thera. El rei Vimaladharmasuriya I va construir un edifici de dues plantes per dipositar la relíquia de la dent en un edifici ara desaparegut. El 1603, quan el regne portuguès va envair Kandy, va ser traslladada a Meda Mahanuwara a Dumbara. Va ser recuperat en temps de Rajasinha II i va restaurar l'edifici original o va construir un nou temple. L'actual temple de la dent va ser construït per Vira Narendra Sinha. El Paththirippuwa i el fossat octogonals es van afegir durant el regnat de Sri Vikrama Rajasinha. A l'arquitecte reial Devendra Moolacharya se li atribueix la construcció del Paththirippuwa. Originàriament, va ser utilitzat pel rei per a activitats recreatives i posteriorment es va oferir a la relíquia de la dent, actualment acull la biblioteca del temple.

### Atacs a l'edifici

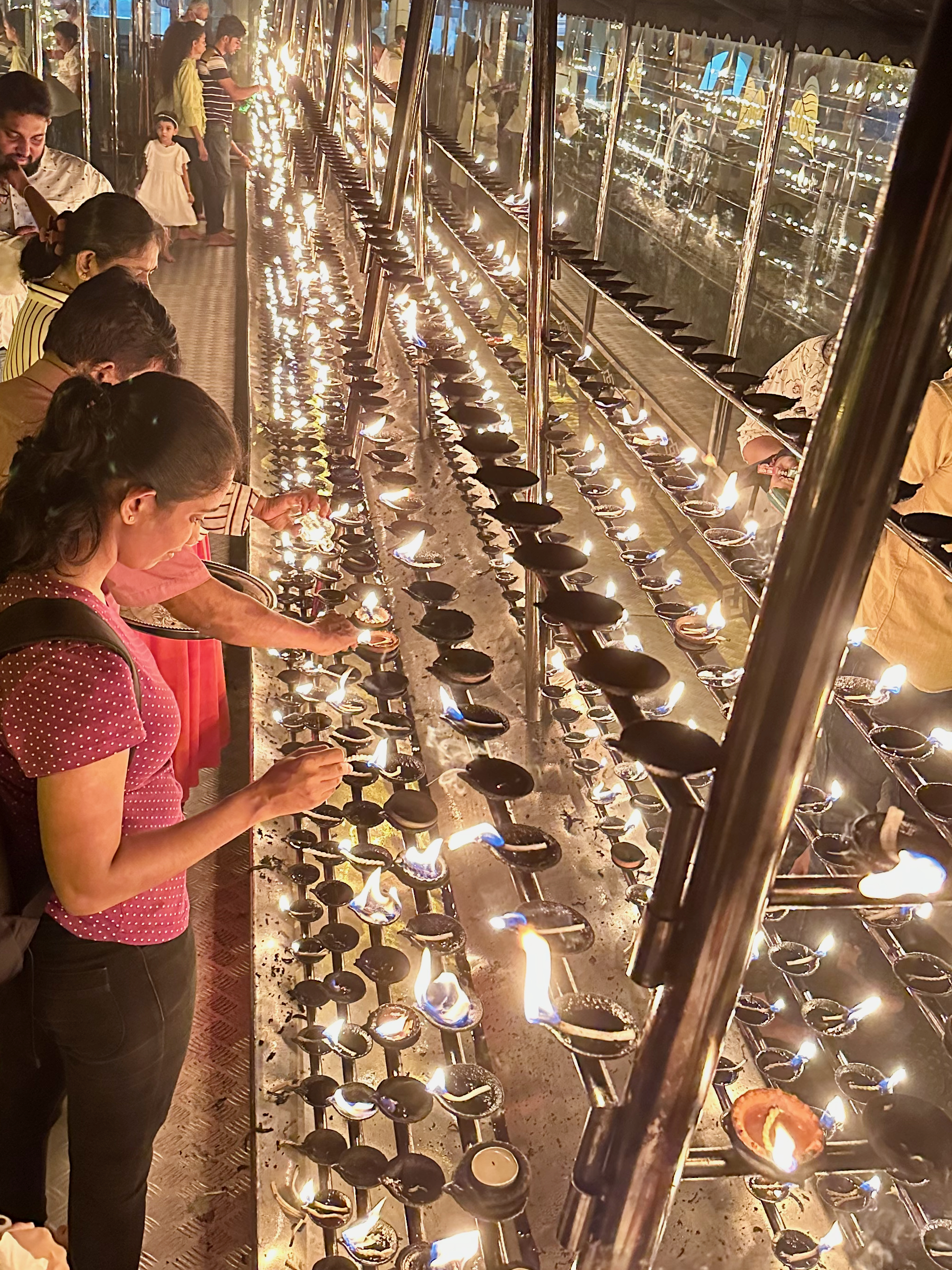
Sala d'ofrenes d'espelmes

El temple va ser atacat el 1989 per l'organització militant Janatha Vimukthi Peramuna (JVP) amb la intenció de capturar la relíquia. I el 1998 per l'organització militant Tigres d'Alliberament de Tamil Eelam (LTTE); aquest atac va danyar la part davantera del palau reial.

## Arquitectura

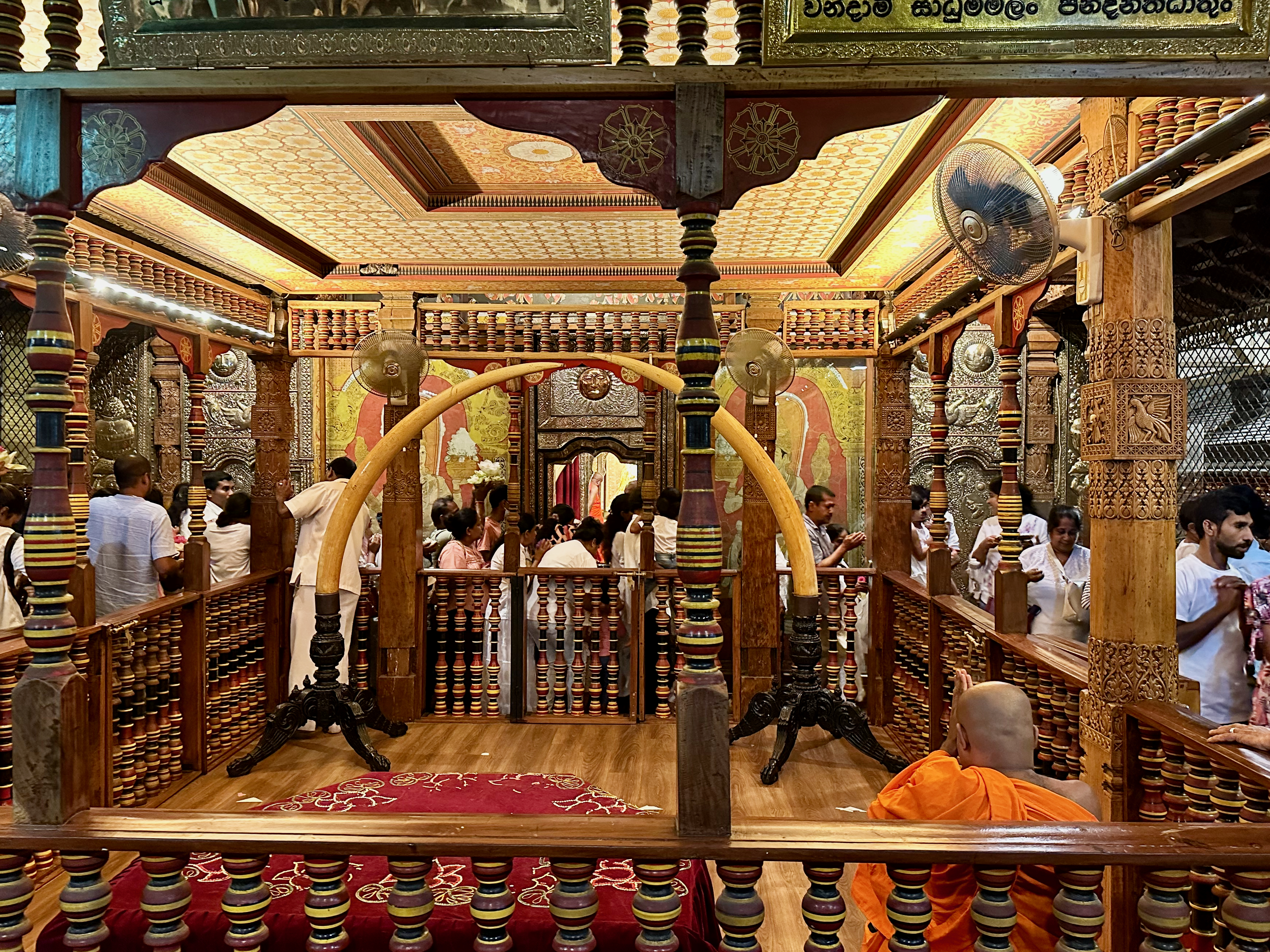
On es custodia la dent

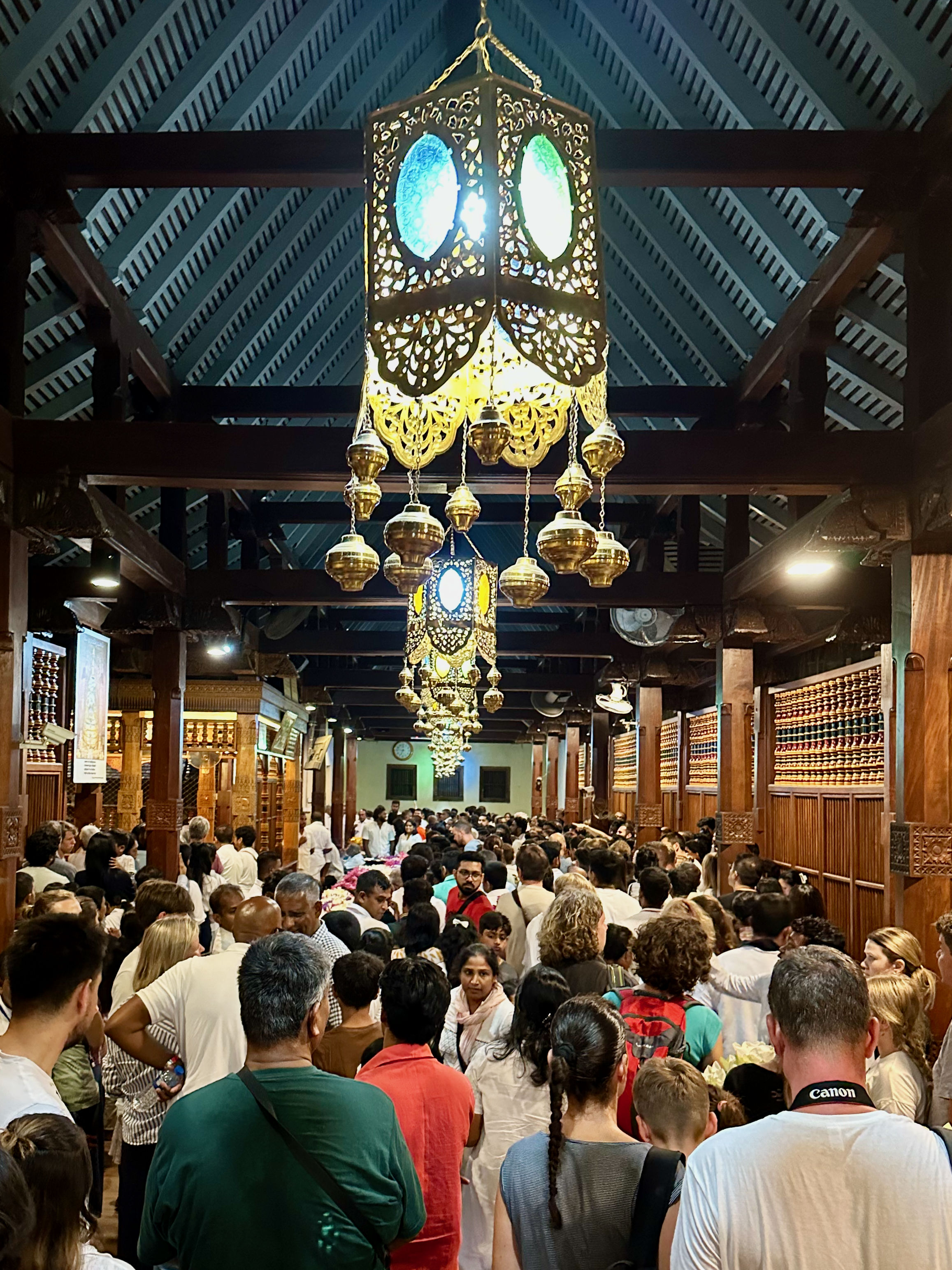
Sala interior

El mur de maó que recorre el fossat i l'estany de Bogambara es coneix com el mur d'onades d'aigua. Els forats d'aquesta paret estan construïts per encendre llums d'oli de coco. La porta d'entrada principal que es troba sobre el fossat es diu Mahawahalkada. Als peus dels passos de Mahawahalkada, hi ha una Sandakada pahana (pedra de lluna) tallada a l'estil arquitectònic de Kandy. Mahawahalkada va ser totalment destruït en una explosió de bomba de 1998 i reconstruït després juntament amb Sandakada pahana altres talles de pedra. Els elefants estan representats en pedra a banda i banda de l'entrada. A la part superior de l'escala es col·loquen una Makara Torana i dues pedres de guarda. La cambra dels tabalers de Hewisi es troba davant del santuari principal. Els dos pisos del santuari principal es coneixen com "Palle Malaya" (pis inferior) i "Udu Malaya" (pis superior) o "Weda hitina maligawa". Les portes de la Weda Hitana Maligawa són talles d'ivori. La cambra real on es guarda la relíquia de la dent es coneix com el "Handun kunama".

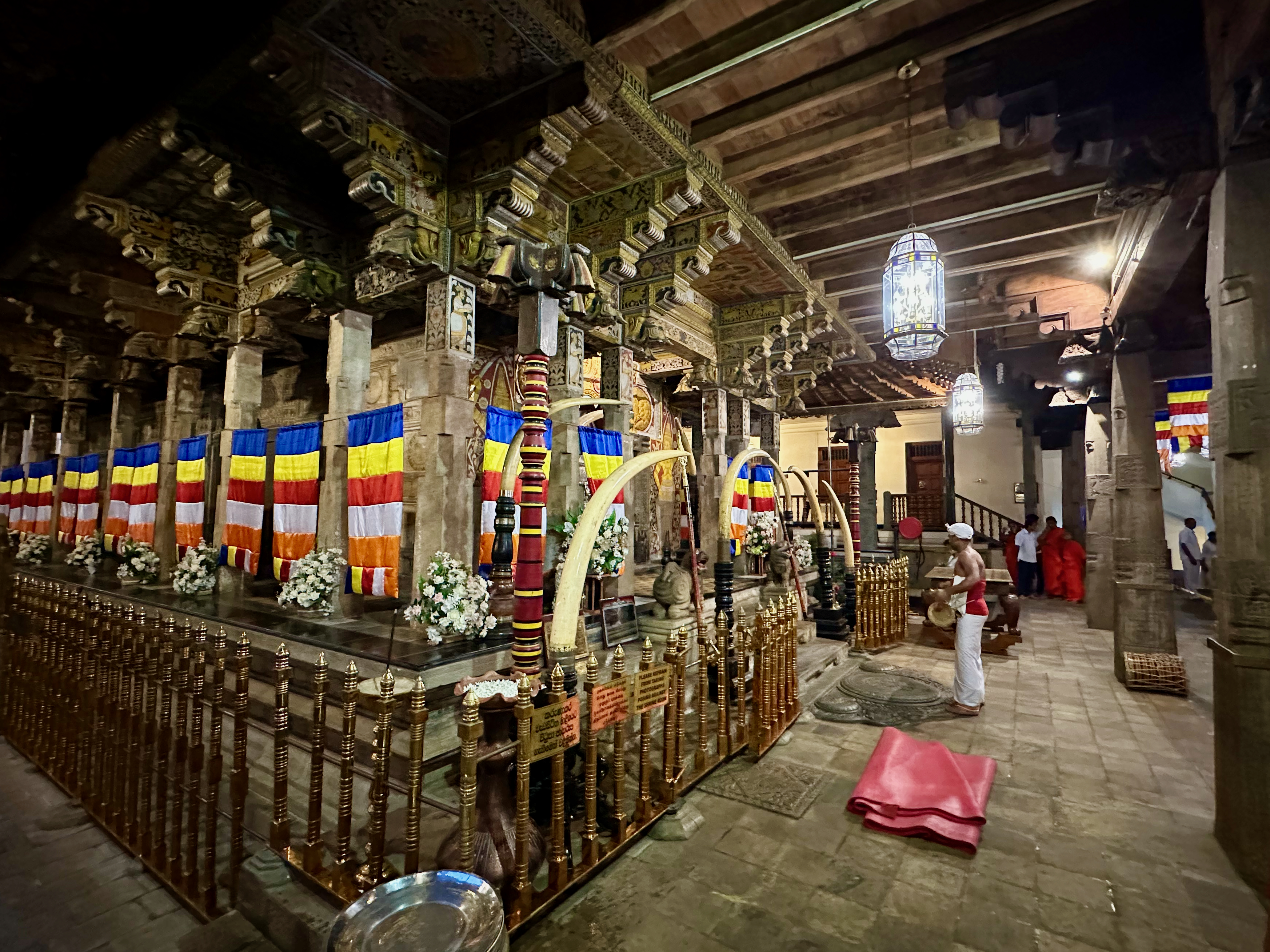
Ritual que es fa tres vegades al dia.jpg

El dosser daurat sobre el santuari principal i la tanca daurada que envolta el complex del temple, va ser construït el 1987 pel llavors primer ministre, Ranasinghe Premadasa. La relíquia de la dent està envoltada en set cofres daurats gravats amb pedres precioses. L'arqueta representa una stupa; l'arqueta de la processó que s'utilitza durant la Kandy Esala Perahera també es mostra a la mateixa cambra.

## Edificis i estructures associades

### Palau Reial

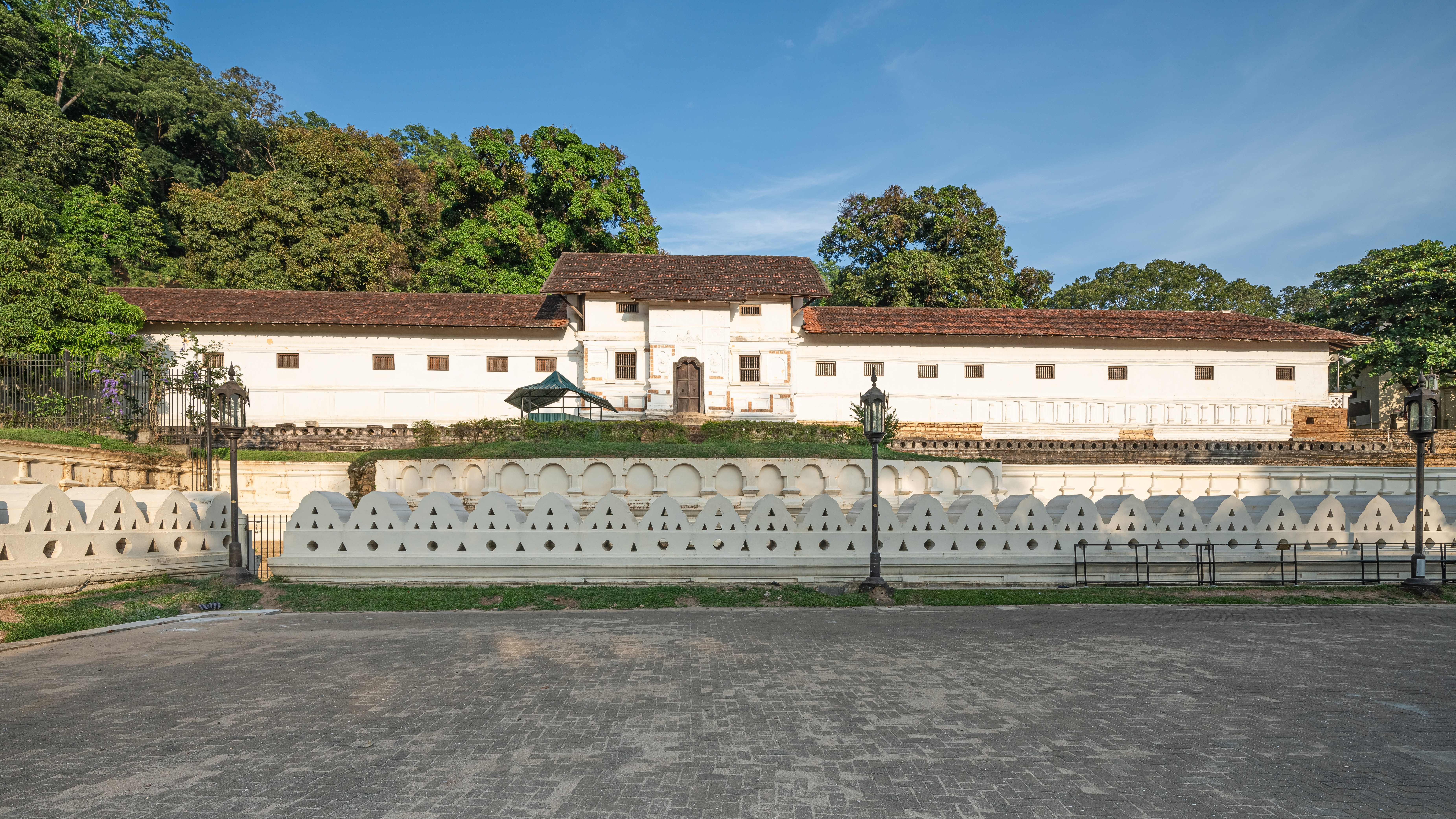
Vimaladharmasuriya I de Kandy va construir el Palau Reial de Kandy

El palau reial està situat al nord del temple. John Pybus, que estava en una ambaixada el 1762, fa una descripció detallada del palau reial. Vikramabahu III de Gampola (r. 1356-1374) i Sena Sammatha Wickramabahu de Kandy (r. 1469-1511) van construir palaus reials en aquest lloc. Vimaladharmasuriya I de Kandy va realitzar diverses decoracions al palau. L'orientalista neerlandès Philippus Baldaeus va visitar el palau amb el general Gerard Pietersz Hulft el 1656. La residència reial era coneguda com a "Maha Wasala" en singalès a partir del període Polonnaruwa. El palau reial també es coneix com a "Maligawa"  (Palau). Hi havia tres Wahalkadas i un mur alt de 2,4 m utilitzat com a accessos principals. Es diu que la secció del palau que dona al Natha Devale és la més antiga. Durant l'inici del període britànic, va ser utilitzat per l'agent del govern Sir John D'Oyly, 1r baronet, de Kandy. Els successors de D'Oyly han continuat utilitzant-lo com a residència oficial. Actualment es conserva com a museu arqueològic. Ulpen Ge i Queens Palace són els edificis associats del palau.

### Sala d'audiències

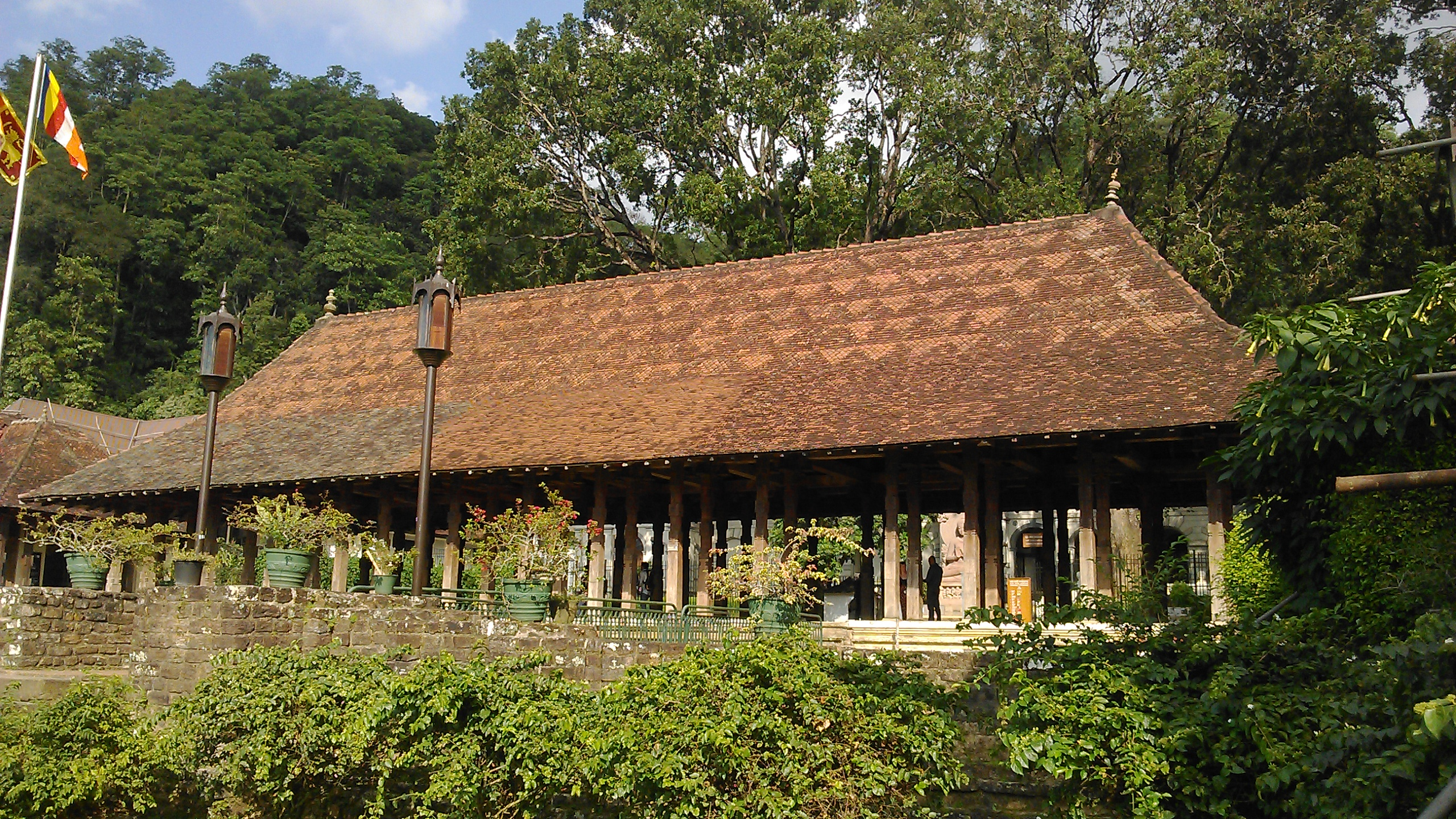
Sala d'audiències vista aquí des de la façana nord del temple

La sala d'audiències o magul maduwa és on els reis de Kandy celebraven la seva cort. Es va completar durant el regnat de Sri Vikrama Rajasinha. Les talles dels pilars de fusta que sostenen el sostre de fusta són un exemple de talla en fusta del període Kandy. Sri Rajadhi Rajasinha de Kandy el va construir el 1783. La sala va ser renovada per a la recepció de l'arribada d'⁣Albert Edward, príncep de Gal·les el 1872. Originalment, la sala era 17,7 x 10,9 m; després de la renovació, la seva longitud es va ampliar en 9,6 m. Es creu que altres edificis propers a les sales van ser enderrocats durant el domini britànic. La sala d'audiències va ser el lloc on es va elaborar la Convenció de Kandy, va ser on es va llegir la convenció a la gent i on es va celebrar la conferència, sobre la convenció, el 2 de març de 1815. Aquest espai es va utilitzar més tard per erigir el Kandy Kachcheri i el Tribunal Suprem de Kandy. Avui s'utilitza per a cerimònies estatals i es conserva sota el Departament d'Arqueologia.

### Mahamaluwa
Mahamaluwa és el nom de l'espai on es reuneix el públic per veure l'Esala Perahera anual. Avui conté una estàtua de Madduma Bandara. El monument que conté el crani de Keppetipola Disawe és una altra atracció. Les estàtues de la princesa Hemamali i el príncep Dantha també es troben aquí.

### Revistes
- Lahiri, Latika Proceedings of the Indian History Congress, 35, 1974, pàg. 388–391. JSTOR: 44138805.